# Fanirisoa Razafindratsara
Fanirisoa Razafindratsara (ur. 1997) – madagaskarska zapaśniczka walcząca w stylu wolnym. Brązowa medalistka igrzysk Wysp Oceanu Indyjskiego w 2023 roku.